# Jason Bateman

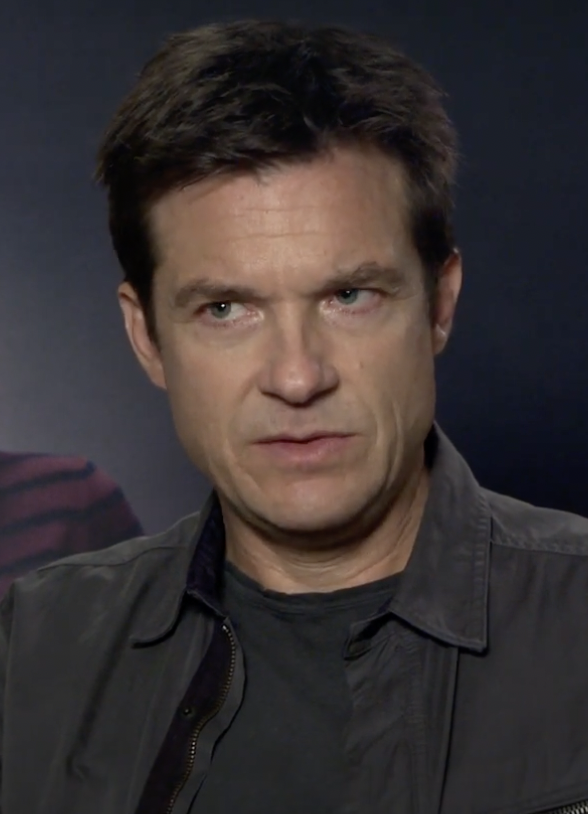
Jason Bateman, 2018

Jason Kent Bateman (* 14. Januar 1969 in Rye, New York) ist ein US-amerikanischer Schauspieler, Film- und Fernsehregisseur sowie Filmproduzent.

## Leben und Karriere
Bateman begann seine Karriere mit einer Rolle in der Fernsehserie Unsere kleine Farm, in der er von 1981 bis 1982 die Rolle des James Ingalls übernahm. Mitte der 1980er konnte er seine Bekanntheit mit weiteren Hauptrollen in Serien wie Silver Spoons, It’s Your Move und Der Hogan-Clan weiter steigern.
Seine Karriere stagnierte, nachdem 1991 Der Hogan-Clan abgesetzt wurde. Erst 2002 konnte er sie mit einer Rolle im Kinofilm Super süß und super sexy wiederbeleben. Es folgten Rollen in den Filmen Starsky & Hutch und Voll auf die Nüsse.
Von 2003 bis 2006 spielte er die Hauptrolle des Michael Bluth in der Sitcom Arrested Development, für die er 2005 für einen Emmy als bester Hauptdarsteller nominiert wurde und sowohl einen Golden Globe als auch einen Satellite Award gewann. Die Serie wurde wegen schlechter Einschaltquoten nach einer verkürzten dritten Staffel (statt 20 bis 24 Folgen hatte sie nur 13) im Februar 2005 eingestellt. Jedoch kehrte sie im Mai 2013 beim Video-on-Demand-Anbieter Netflix für 15 neue Episoden zurück, in denen er seine Rolle wieder aufnimmt.
Seit 1989 ist er auch als Regisseur aktiv. Bis in die 2000er Jahre inszenierte er vereinzelt Folgen verschiedener Fernsehserien, 2013 gab er mit Bad Words sein Spielfilmdebüt. 2012 gründete er Aggregate Films und ist seit 2013 an einigen Filmen als Produzent beteiligt.
Sein Vater Kent Bateman ist ein Filmproduzent, der unter anderem Teenwolf II produzierte, das Kinofilmdebüt von Jason Bateman. Seine Mutter Victoria Bateman, wurde in Shropshire, England geboren und arbeitete als Flugbegleiterin. Seine ältere Schwester Justine Bateman spielte in der Serie Familienbande eine Hauptrolle. Seit 2001 ist Jason mit Amanda Anka verheiratet, einer amerikanischen Produzentin und Schauspielerin, Tochter des Sängers und Schauspielers Paul Anka. Mit ihr hat er zwei Töchter.

## Filmografie (Auswahl)

### Schauspieler
- 1981–1982: Unsere kleine Farm (Little House on the Prairie, Fernsehserie, 21 Folgen)
- 1984: Knight Rider (Fernsehserie, Folge 3x10)
- 1986–1991: Der Hogan-Clan (The Hogan Family, Fernsehserie, 110 Folgen)
- 1987: Teenwolf II (Teen Wolf Too)
- 1987: Bates Motel
- 1988: Minuten der Angst (Moving Target)
- 1991: Armadillo Bears – Ein total chaotischer Haufen (Necessary Roughness)
- 1992: Eine mörderische Freundschaft (A Taste for Killing)
- 1997: George und Leo
- 1999: Liebe? Lieber nicht! (Love Stinks)
- 2001: Sol Goode
- 2001: Some of My Best Friends (Fernsehserie, 8 Folgen)
- 2002: Super süß und super sexy (The Sweetest Thing)
- 2002: One Way Out
- 2003–2006, 2013, 2018: Arrested Development (Fernsehserie, 76 Folgen)
- 2004: Starsky & Hutch
- 2004: Voll auf die Nüsse (Dodgeball: A True Underdog Story)
- 2006: Trennung mit Hindernissen (The Break-Up)
- 2006: Scrubs – Die Anfänger (Scrubs, Fernsehserie, Folge 5x08)
- 2007: Smokin’ Aces
- 2007: Operation: Kingdom (The Kingdom)
- 2007: Dein Ex – Mein Albtraum (The Ex (Fast Track))
- 2007: Juno
- 2007: Mr. Magoriums Wunderladen (Mr. Magorium’s Wonder Emporium)
- 2008: Nie wieder Sex mit der Ex (Forgetting Sarah Marshall)
- 2008: Hancock
- 2008: Topjob – Showdown im Supermarkt (The Promotion)
- 2009: Lügen macht erfinderisch (The Invention of Lying)
- 2009: State of Play – Stand der Dinge (State of Play)
- 2009: All Inclusive (Couples Retreat)
- 2009: Up in the Air
- 2009: Ausgequetscht (Extract)
- 2010: Umständlich verliebt (The Switch)
- 2011: Paul – Ein Alien auf der Flucht (Paul)
- 2011: Kill the Boss (Horrible Bosses)
- 2011: Wie ausgewechselt (The Change-Up)
- 2012: Hit & Run
- 2012: Disconnect
- 2013: Voll abgezockt (Identity Thief)
- 2013: Bad Words
- 2014: Growing Up Fisher (Fernsehserie, 12 Folgen, Stimme des Erzählers)
- 2014: Liebe to Go – Die längste Woche meines Lebens (The Longest Week)
- 2014: Sieben verdammt lange Tage (This Is Where I Leave You)
- 2014: Kill the Boss 2 (Horrible Bosses 2)
- 2015: The Gift
- 2015: Die gesammelten Peinlichkeiten unserer Eltern in der Reihenfolge ihrer Erstaufführung (The Family Fang)
- 2016: Zoomania (Zootopia, Stimme von Nick Wilde)
- 2016: Central Intelligence
- 2016: Office Christmas Party
- 2017–2022: Ozark (Fernsehserie)
- 2018: Game Night
- 2020: The Outsider (Miniserie, 4 Folgen)
- 2021: Thunder Force
- 2022: Zoomania+ (Zootopia+, Stimme von Nick Wilde)
- 2023: Air: Der große Wurf (Air)
- 2023: Fool’s Paradise
- 2024: Carry-On

### Produzent
- 2013: Voll abgezockt (Identity Thief)
- 2013: Bad Words
- 2015: Die gesammelten Peinlichkeiten unserer Eltern in der Reihenfolge ihrer Erstaufführung (The Family Fang)
- 2018: Game Night
- 2023: Your Place or Mine
- 2023: Hit Man

### Regisseur
- 1999: Ein Zwilling kommt selten allein (Two of a Kind, Folge 1x17)
- 2004: Arrested Development (Fernsehserie, Folge 2x06)
- 2013: Bad Words
- 2016: Die gesammelten Peinlichkeiten unserer Eltern in der Reihenfolge ihrer Erstaufführung (The Family Fang)
- 2017–2022: Ozark (Fernsehserie, 44 Folgen)
- 2020: The Outsider (Miniserie, 2 Folgen)

## Auszeichnungen und Nominierungen
Primetime Emmy Award
- 2005: Nominierung in der Kategorie Bester Hauptdarsteller in einer Comedyserie für Arrested Development
- 2013: Nominierung in der Kategorie Bester Hauptdarsteller in einer Comedyserie für Arrested Development
- 2018: Nominierung in der Kategorie Bester Hauptdarsteller in einer Dramaserie für Ozark
- 2019: Auszeichnung in der Kategorie Beste Regie einer Dramaserie für die Episode Wiedergutmachung von Ozark

Golden Globe Award
- 2005: Auszeichnung in der Kategorie Bester Serien-Hauptdarsteller – Komödie/Musical für Arrested Development
- 2014: Nominierung in der Kategorie Bester Serien-Hauptdarsteller – Komödie/Musical für Arrested Development
- 2018: Nominierung in der Kategorie Bester Serien-Hauptdarsteller – Drama für Ozark
- 2019: Nominierung in der Kategorie Bester Serien-Hauptdarsteller – Drama für Ozark

Screen Actors Guild Award
- 2005: Nominierung in der Kategorie Bester Darsteller in einer Comedyserie für Arrested Development
- 2005: Nominierung in der Kategorie Bestes Schauspielensemble in einer Comedyserie für Arrested Development
- 2006: Nominierung in der Kategorie Bestes Schauspielensemble in einer  für Arrested Development
- 2014: Nominierung in der Kategorie Bester Darsteller in einer Comedyserie für Arrested Development
- 2018: Nominierung in der Kategorie Bester Darsteller in einer Dramaserie für Ozark
- 2019: Auszeichnung in der Kategorie Bester Darsteller in einer Dramaserie für Ozark

Satellite Award
- 2004: Auszeichnung in der Kategorie Bester Darsteller in einer Serie – Komödie/Musical für Arrested Development
- 2005: Auszeichnung in der Kategorie Bester Darsteller in einer Serie – Komödie/Musical für Arrested Development

Young Artist Award
- 1982: Nominierung in der Kategorie Bester Darsteller in einer neuen Fernsehserie für Silver Spoons
- 1983: Nominierung in der Kategorie Bester Darsteller in einer Comedyserie für Silver Spoons
- 1984: Nominierung in der Kategorie Bester Darsteller in einer Comedyserie für It’s Your Move
- 1987: Nominierung in der Kategorie Bester Superstar im Fernsehen für Der Hogan-Clan

Weitere
- 2004: Nominierung für den Television Critics Association Award in der Kategorie Individuelle Leistung im Bereich Comedy für Arrested Development
- 2004: Nominierung für den TV Land Award in der Kategorie Future Classic für Arrested Development
- 2005: Nominierung für den People’s Choice Award in der Kategorie Bester Fernsehserienstar für Arrested Development
- 2005: Nominierung für den Television Critics Association Award in der Kategorie Individuelle Leistung im Bereich Comedy für Arrested Development
- 2013: Nominierung für den Teen Choice Award in der Kategorie Choice Movie Actor: Comedy für Voll abgezockt